# 바바리사우루스
바바리사우루스(Bavarisaurus)는 중생대 쥐라기에 서식했던 도마뱀의 일종이다. 학명은 '바이에른의 도마뱀(Bavarian lizard)'이라는 뜻을 갖고 있다. 전체 몸 길이는 약 50cm, 체중은 2kg 정도 되었을 것으로 추정된다. 화석은 유럽에서 발견되었다. 오늘날의 도마뱀과 유사하다. 콤프소그나투스의 주식이었다.